# Ромийи-сюр-Сен
Ромийи́-сюр-Сен (фр. Romilly-sur-Seine) — коммуна во Франции, находится в регионе Шампань — Арденны. Департамент — Об. Административный центр кантона Ромийи-сюр-Сен-1. Округ коммуны — Ножан-сюр-Сен.
Код INSEE коммуны — 10323.
Коммуна расположена приблизительно в 110 км к востоку от Парижа, в 70 км юго-западнее Шалон-ан-Шампани, в 36 км к северо-западу от Труа.

## Население
Население коммуны на 2008 год составляло 13 803 человека.
| 1962   | 1968   | 1975   | 1982   | 1990   | 1999   | 2008   |
| ------ | ------ | ------ | ------ | ------ | ------ | ------ |
| 15 753 | 17 038 | 17 397 | 15 937 | 15 557 | 14 610 | 13 803 |

## Экономика
В 2007 году среди 8677 человек в трудоспособном возрасте (15—64 лет) 5862 были экономически активными, 2815 — неактивными (показатель активности — 67,6 %, в 1999 году было 69,8 %). Из 5862 активных работали 4673 человека (2610 мужчин и 2063 женщины), безработных было 1189 (515 мужчин и 674 женщины). Среди 2815 неактивных 748 человек были учениками или студентами, 1020 — пенсионерами, 1047 были неактивными по другим причинам.
В городе расположено одно из крупнейших предприятий региона Шампань — Арденны велосипедный завод Cycleurope (бывший велосипедный завод Peugeot, ныне производит велосипеды под марками Peugeot, Bianchi, Gitane, Definitive, Puch и др.).

## Достопримечательности
- Аббатство Сельер[фр.] (XVIII век). Памятник истории с 1988 года[5]

## Города-побратимы
- Гота, Германия (с 1960)
- Люденшайд, Германия (с 1991)
- Медичина, Италия (с 1960)
- Умань, Украина (с 1967)
- Милфорд-Хейвен, Великобритания (с 1976)

## Фотогалерея

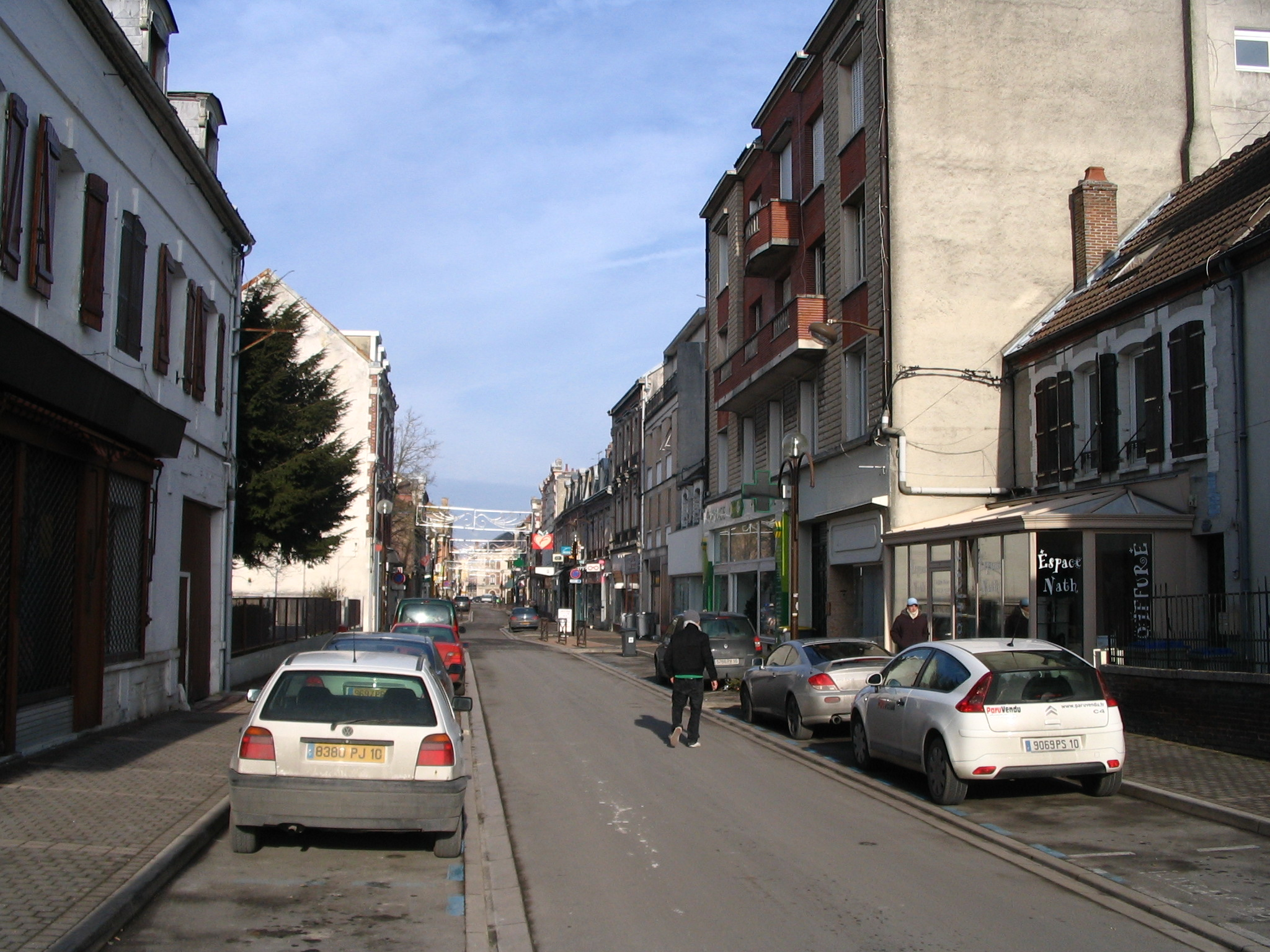
Ромийи-сюр-Сен
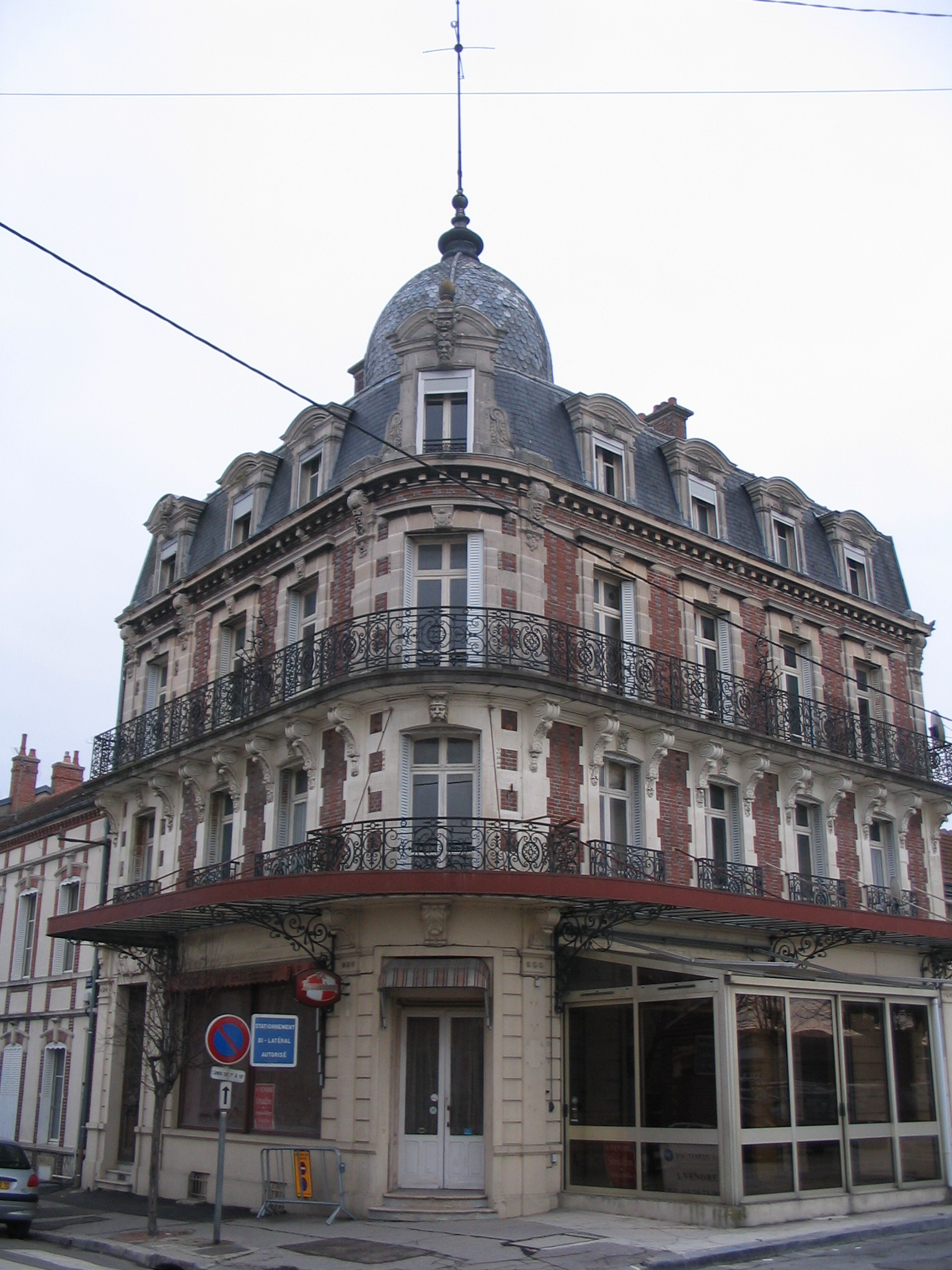
Отель
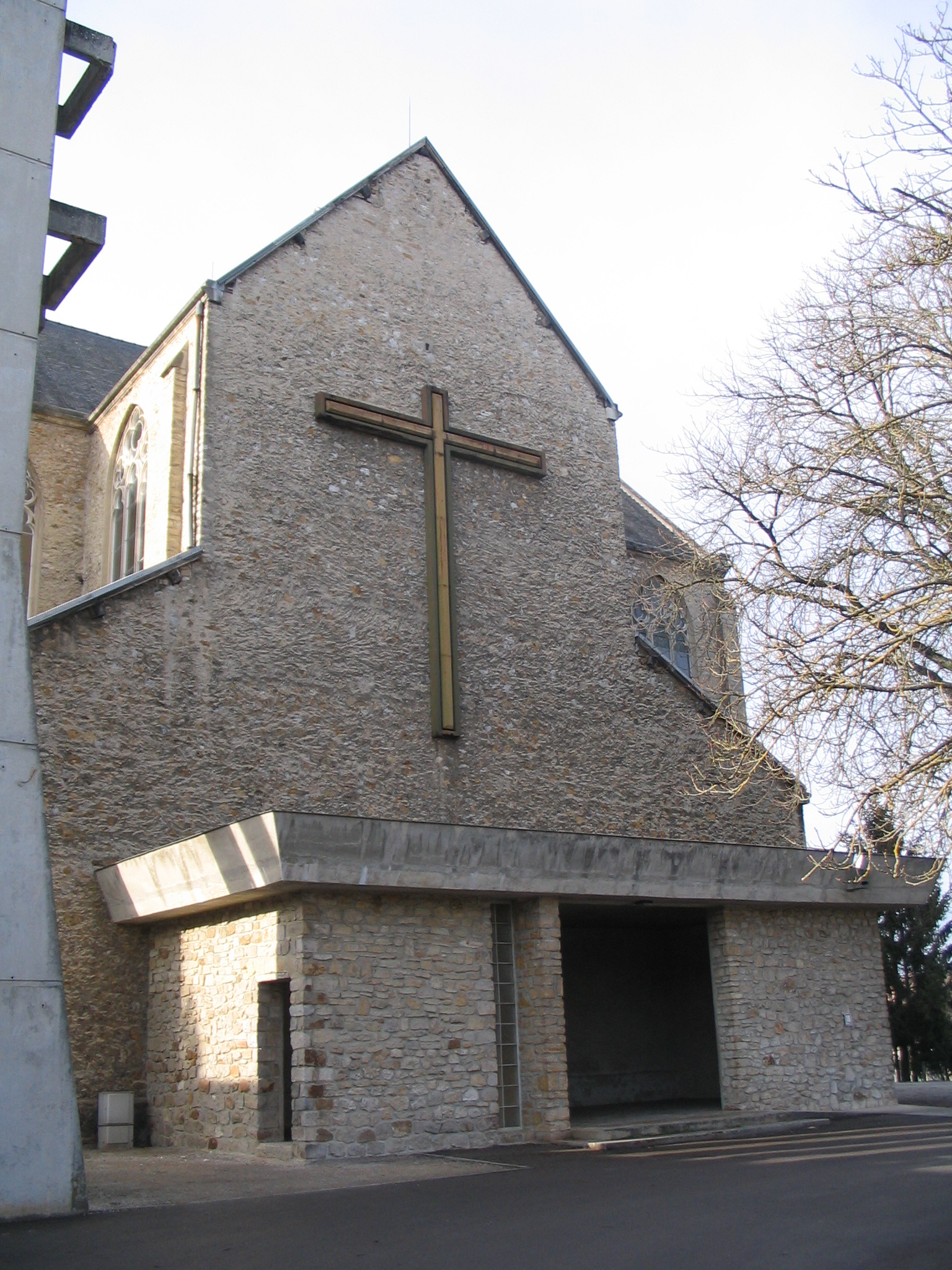
Церковь Сен-Мартен
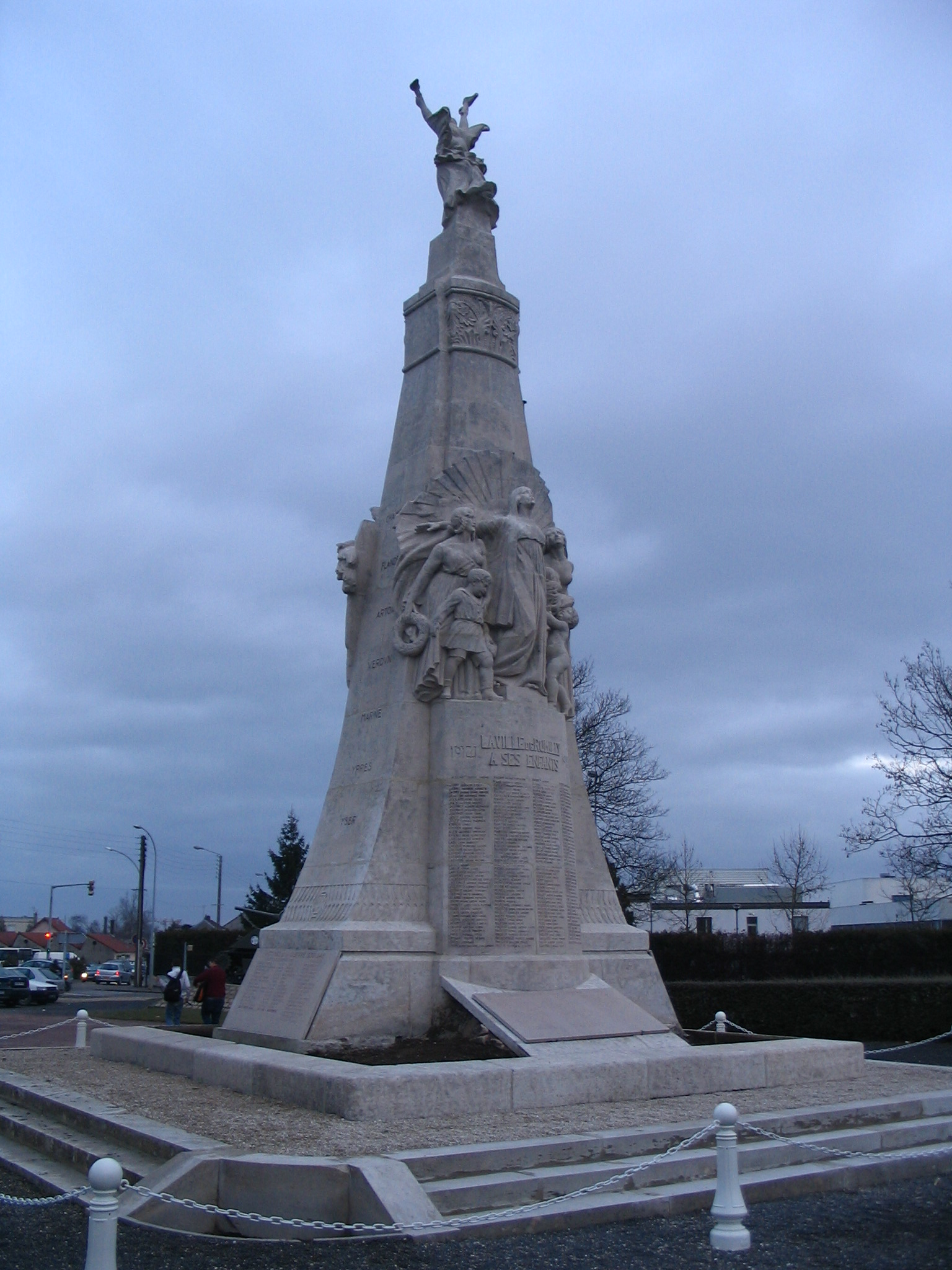
Военный мемориал